# Carola Ciszewski
Carola Ciszewski, född 1 juni 1968 i Merseburg, är en tysk före detta handbollsspelare. Hon blev världsmästare i det tyska landslaget 1993.

## Klubbkarriär
Carola Ciszewski började spela handboll i BSG Wismut Schneeberg, varifrån hon flyttade till SC Leipzig 1981 vid 13 års ålder.  Med Leipzig spelade hon i Oberliga, den högsta divisionen i Östtyskland, och senare spelade  Leipzig HC i Handball Bundesliga.
Med SC Leipzig vann hon två gånger 1986 och 1992 IHF-cupen. Hon blev östtysk mästare säsongerna 1983/1984 och 1987/1988 och vann även den sista säsongen av Oberliga 1991. Hon blev senare tysk mästare i det förenade Tyskland säsongen 1997/1998 och säsongen 1998/1999 med HC Leipzig.

## Landslag
Carola Ciszewski spelade ungdoms- och juniorlandskamper för Östtysklsand och kom på andra plats med landets lag 1984 och 1986 internationella mästerskap för ungdomar. Hon spelade sedan för det östtyska damlandslaget i handboll och vann en bronsmedalj med det östtyska landslaget sista VM 1990 i Sydkorea. Hon spelade sedan med det förenade tyska landslaget vid Olympiska sommarspelen 1992, där laget slutade på fjärde plats, och vann världsmästerskapet i handboll för damer 1993. Carola Ciszewski spelade 149 landskamper sammanlag för BRD och DDR.